# Liste des dirigeants actuels des provinces des Maldives
 (août 2023).
Cette page dresse la liste des dirigeants des 8 provinces des Maldives (les state ministers des 7 provinces de droit commun et le maire de Malé).

## State ministers et maire de Malé
| Province                    | Nom                  | Depuis (le)     |
| --------------------------- | -------------------- | --------------- |
| Dhekunu (Sud)               | ...                  | Avril 2012      |
| Malé                        | « Maizan » Ali Manik | 18 juillet 2011 |
| Mathi-Dhekunu (Extrême-Sud) | ...                  | Avril 2012      |
| Mathi-Uthuru (Extrême-Nord) | ...                  | Avril 2012      |
| Medhu (Centre)              | ...                  | Avril 2012      |
| Medhu-Dhekunu (Centre-Sud)  | ...                  | Avril 2012      |
| Medhu-Uthuru (Centre-Nord)  | ...                  | Avril 2012      |
| Uthuru (Nord)               | ...                  | Avril 2012      |